# Chalonnes-sur-Loire
Chalonnes-sur-Loire là một xã trong vùng hành chính Pays de la Loire, thuộc tỉnh Maine-et-Loire, quận Angers, tổng Chalonnes-sur-Loire. Tọa độ địa lý của xã là 47° 21' vĩ độ bắc, 00° 45' kinh độ đông. Chalonnes-sur-Loire nằm trên độ cao trung bình là 28 mét trên mực nước biển, có điểm thấp nhất là 10 mét và điểm cao nhất là 99 mét. Xã có diện tích 38,56 km², dân số vào thời điểm 2005 là 5884 người; mật độ dân số là 153 người/km².

## Thông tin nhân khẩu
| 1962  | 1968  | 1975  | 1982  | 1990  | 1999  | 2005  | 2012  |
| ----- | ----- | ----- | ----- | ----- | ----- | ----- | ----- |
| 4 058 | 4 259 | 4 682 | 5 281 | 5 354 | 5 594 | 5 884 | 6 550 |

## Các thành phố kết nghĩa
- Tecklenburg Đức